# Славина (Постойна)
Славіна (словен. Slavina) — поселення в общині Постойна, Регіон Нотрансько-крашка, Словенія. Висота над рівнем моря: 542 м.